# Meroles micropholidotus
Espèce
Meroles micropholidotus est une espèce de sauriens de la famille des Lacertidae.

## Répartition
Cette espèce est endémique de Namibie.

## Publication originale
- Mertens, 1938 : Zur Kenntnis der Reptilien-Fauna der Luederitz-Bucht, Suedwest-Afrika. Veröffentlichungen aus dem Deutschen Kolonial- und Übersee-Museum in Bremen, vol. 2, no 1, p. 10-16.